# Hansen Clarke

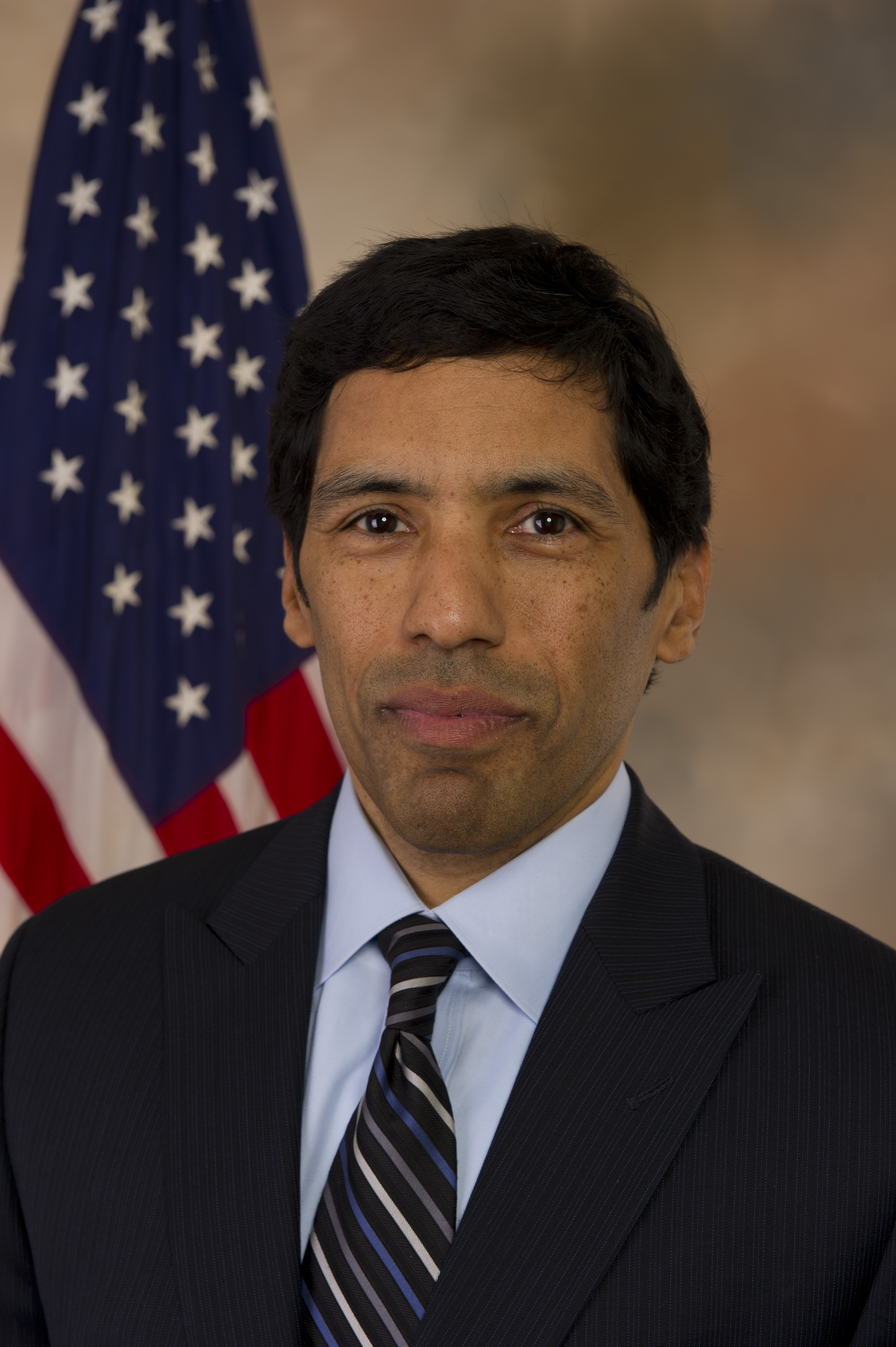
Hansen Clarke (2011)

Hansen Hashim Clarke (* 2. März 1957 in Detroit, Michigan) ist ein US-amerikanischer Politiker (Demokratische Partei). Von 2011 bis 2013 vertrat er den Bundesstaat Michigan im US-Repräsentantenhaus.

## Werdegang
Hansen Clarke, dessen Vater aus Bangladesch stammt, besuchte die öffentlichen Schulen in Detroit, die Phillips Exeter Academy in New Hampshire, die Governor’s Academy in Massachusetts und danach bis 1984 die Cornell University in Ithaca im Staat New York. Nach einem anschließenden Jurastudium an der Georgetown University in Washington, D.C. und seiner im Jahr 1987 erfolgten Zulassung als Rechtsanwalt begann er in seinem neuen Beruf zu arbeiten.
Politisch schloss sich Clarke der Demokratischen Partei an. In den Jahren 1989 und 1990 gehörte er dem Stab des Kongressabgeordneten John Conyers an. Im Jahr 1991 sowie zwischen 1999 und 2003 saß er als Abgeordneter im Repräsentantenhaus von Michigan. Im Jahr 2005 kandidierte Hansen Clarke erfolglos für das Amt des Bürgermeisters von Detroit. Von 2003 bis 2010 gehörte er dem Senat von Michigan an.
Bei den Kongresswahlen des Jahres 2010 wurde er als Kandidat seiner Partei im 13. Wahlbezirk von Michigan in das US-Repräsentantenhaus in Washington gewählt, wo er am 3. Januar 2011 die Nachfolge von Carolyn Cheeks Kilpatrick antrat. Die vormalige langjährige Abgeordnete hatte er in der Primary der Demokraten mit 47 Prozent der Stimmen besiegt; Kilpatrick war auf 41 Prozent gekommen. Im Anschluss gelang ihm bei den eigentlichen Wahlen ein ungefährdeter Sieg gegen den Republikaner John Hauler. Damit gehörte er zu den wenigen Demokraten, die bei diesen Wahlen neu in den Kongress einziehen konnten. Im 112. Kongress war Clarke Mitglied im Ausschuss für Innere Sicherheit sowie im Ausschuss für Wissenschaft, Raumfahrt und Technologie. Nach dem turnusgemäßen Neuzuschnitt der Wahlkreise im Gefolge des Zensus 2010 trat Clarke bei den Vorwahlen im neugebildeten 14. Wahlbezirk von Michigan gegen seinen Amts- und Parteikollegen Gary Peters (bisher 13. Bezirk) an und unterlag, sodass seine Amtszeit im Repräsentantenhaus am 3. Januar 2013 endete.
Nachdem sich Peters dafür entschieden hatte, bei der Wahl 2014 für den US-Senat anzutreten, versuchte Clarke sich bei der zeitgleichen Wahl wieder für den 14. Kongresswahlbezirk aufstellen zu lassen, scheiterte jedoch in der Vorwahl der Demokraten am 8. August 2014 gegen Brenda Lawrence.

## Belege
1. ↑  Richard Springer: Anil Kumar, Hansen Clarke Lose in Michigan Congress Bids. (Memento des Originals vom 24. März 2016 im Internet Archive)  Info: Der Archivlink wurde automatisch eingesetzt und noch nicht geprüft. Bitte prüfe Original- und Archivlink gemäß Anleitung und entferne dann diesen Hinweis. In: India West, 13. August 2014 (englisch).

| Personendaten    | Personendaten                              |
| ---------------- | ------------------------------------------ |
| NAME             | Clarke, Hansen                             |
| ALTERNATIVNAMEN  | Clarke, Hansen Hashim (vollständiger Name) |
| KURZBESCHREIBUNG | US-amerikanischer Politiker                |
| GEBURTSDATUM     | 2. März 1957                               |
| GEBURTSORT       | Detroit, Michigan                          |